# Marianina khaleesi
Marianina khaleesi — вид голозябрових молюсків родини Tritoniidae. Описаний у 2014 році.

## Назва
Видова назва khaleesi названа на честь кхалісі — королівській титул, який носила Данерис Таргарієн, персонаж серії фентезійних романів «Пісня льоду й полум'я». Автори таксона обрали таку назву, оскільки срібляста смуга на спині слимака нагадувала їм світло-світле волосся персонажа, якого грала Емілія Кларк у телевізійній адаптації «Гри престолів».

## Поширення
Marianina khaleesi була виявлена біля північно-східного узбережжя Бразилії в південній частині Атлантичного океану.

## Опис
Цей вид має довжину до 12 міліметрів зі струнким світлим тілом, на нотумі якого є широка біла смуга між очима та хвостом. Це єдиний відомий тритоніїд з однокуспідним листкоподібним зубом у дорослій формі.